# میترا جوهری
میترا جوهری (زاده ۱۹۹۲–۱۹۹۳) کمدین، بازیگر و نویسنده آمریکایی-ایرانی‌تبار است

## زندگی و شغل
جوهری در وست چستر اوهایو بزرگ شد و ایرانی-آمریکایی است. او از کودکی هوادار کمدی نمایش روزانه بود و نقش مهمی در تشکیل علاقه او به طنز داشت.
او شروع به کار بداهه در کالج کرد و دوره کارآموزی را در نمایش روزانه و اواخر شب انجام داد.
وی پس از فارغ‌التحصیلی به نیویورک نقل مکان کرد تا به صورت حرفه ای کمدی را دنبال کند. او مشغول نوشتن در وب سایت The Reductress است، و برای سریال‌های تلویزیونی نگهداری بالا و کارگران معجزه آسا نوشت.
نویسندگی وی برای The President Show برای جایزه انجمن صنفی نویسندگان سال ۲۰۱۷ نامزد شد. جوهری در حال حاضر برای Big Mouth در نت فلیکس می‌نویسد.
جوهری عضو طنز سه‌گانه در کنار سندی هونینگ و الیسا استونوها است. یک سریال کمدی اکشن با همین نام با بازی در گروه، توسط ادالت سویم در ۷ مه ۲۰۱۹ انتخاب شد.
او با یک نمایش کمدی زنده به نام It’s Guy Thing با پتی هریسون و کاترین کوهن بازی می‌کند.